# Louisa Adams
Louisa Catherine Johnson Adams, née Louisa Catherine Johnson le 12 février 1775 à Londres (Royaume-Uni) et morte le 15 mai 1852 à Washington, est la femme du président des États-Unis John Quincy Adams et la mère de Charles Francis Adams, Sr., qui fit également carrière dans la politique.
Elle occupa le rôle de Première dame des États-Unis entre 1825 et 1829. 
Elle est la première, et la seule jusqu'à l'arrivée de Melania Trump en 2017, Première dame américaine à être née à l'étranger. Jouant de la harpe, écrivant des pièces satiriques et élevant des vers à soie, elle a survécu à quatorze grossesses, dont neuf fausses couches et un enfant mort-né. Cependant, elle déserte la Maison-Blanche, contrariée par la misogynie de son époux. 